# Hochburg-Ach
Hochburg-Ach (Bavarois: Houburg-Och) est une commune autrichienne du district de Braunau am Inn en Haute-Autriche.